# Eresoldij
Een "Eresoldij" is het inkomen dat ieder jaar aan een militair of burger die met een bepaalde onderscheiding is onderscheiden wordt verleend.
Soms gaat het om een verhoging van de soldij, soms om een vast bedrag. Er zijn ook Ridderorden waarin een vastgesteld aantal ridders een jaarlijkse toelage krijgen.
De naam waaronder dit geld wordt uitbetaald verschilt per land en per orde. Soms is het een eregeld, soms een dotatie of toelage.
Enige Orden waaraan een vast inkomen is verbonden
- De Orde Pour le Mérite
- De Militaire Max-Joseph-Orde
- De Militaire Willems-Orde
- Het Victoria Cross
- Het Legioen van Eer

De achtergrond is tweeledig; in de middeleeuwen en in tot in de 18e eeuw beschikten de Ridders in een Orde over de opbrengsten van het gemeenschappelijke bezit van de Orde. Omdat dotaties (schenkingen)in geld en land een belangrijk deel van de vorstelijke protectie waren maakten de vorsten gebruik van de mogelijkheid om de trouw en aanhankelijkheid van adel, geestelijkheid en officierskorps op deze wijze te belonen en misschien ook wel te kopen.

Een fraaie voorbeelden van Orden met een vast inkomen voor de ridders zijn de Spaanse Militaire Orden. Deze hadden na de verdrijving van de Moren uit het Iberisch schiereiland geen andere functie dan het verdelen van geld onder de adellijke leden.

Toen de Spaanse Koning Karel III een eigen Orde, de Orde van Karel III stichtte naastte hij een deel van het bezit van de schatrijke Orde van Calatrava om aan 400 Commandeurs van zijn nieuwe Orde behalve een kruis aan een lint ook een jaarlijks inkomen te kunnen schenken.

Een tweede doel is het verschaffen van een pensioen aan oud geworden militairen of dienaren. In de 18e eeuw was er geen recht op een pensioen of oudedagsvoorziening en ook voor invaliden was vaak weinig of niets geregeld.

De eerste moderne ridderorde in Nederland, de door Koning Lodewijk Napoleon in 1805 ingestelde Orde van de Unie, was zeer ouderwets opgezet, er zouden commandeurs komen die een jaarlijks inkomen zouden ontvangen. Dat inkomen zou hoog zijn, er was sprake van bedragen tussen de 5000 en 10000 gulden. Door de voortdurende oorlogen en 's Konings wispelturige beleid kwam het niet tot het instellen van de beoogde commendes van de Orde.

Ook Napoleon, Eerste Consul van Frankrijk bedacht de leden van zijn in 1802 opgerichteLegioen van Eer met een inkomen dat uit een uitgebreid grondbezit van deze instelling (het mocht beslist geen Ridderorde heten) moest worden opgebracht. Het ging om flinke bedragen; Grootofficieren kregen 5000 frank, "Legionaires" 250 frank per jaar. De bestuurders van de Orde werden in het steeds corrupter wordende Keizerrijk met vele tienduizenden frank per jaar bedacht.

Ook nu nog genieten de leden van het Legioen van Eer een klein inkomen waarover geen belasting hoeft te worden betaald en waarop de deurwaarder geen beslag kan leggen.

De vaak opvallend hoge uitkeringen aan de Ridders zijn kenmerkend voor de na de revolutie ontstane Napoleontische Orden, de overal in Europa door Napoleons broers en familieleden gestichte Orden.

De Nederlandse Militaire Willems-Orde kent al sinds de oprichting in 1815 een jaarlijks "pensioen", ook wel soldij genoemd. Na meer dan een eeuw wachten kregen de weduwen en wezen van de Ridders na een wetswijziging in 1940 met ingang van 1945 de helft van dit bedrag uitgekeerd.

Ook aan het Nederlands-Indische Kruis voor Moed en Trouw was een inkomen verbonden.